# Dirichlets sats om aritmetiska följder
Inom talteori är Dirichlets sats om aritmetiska följder, även känd som Dirichlets primtalssats, en sats som säger att för två godtyckliga relativt prima positiva heltal a och d, finns det oändligt många primtal av formen a + nd, där n är ett icke-negativt heltal. Satsen generaliserar Euklides sats som säger att det finns oändligt många primtal. Starkare former av Dirichlets sats säger att för en sådan aritmetisk följd divergerar summan av reciprokerna av primtalen i följden och att olika sådana följder med samma värde på d har ungefär lika mycket primtal. 
Notera att Dirichlets sats inte kräver att primtalen i aritmetiska följden är konsekutiva. Det är även känt att det finns godtyckligt långa ändliga aritmetiska följder som består enbart av primtal. Detta är känt som Green–Taos sats.
Satsen är uppkallad efter Johann Peter Gustav Lejeune Dirichlet.